# NGC 7354
NGC 7354 је планетарна маглина у сазвежђу Цефеј која се налази на NGC листи објеката дубоког неба.
Деклинација објекта је + 61° 17' 10" а ректасцензија 22h 40m 20,0s. Привидна величина (магнитуда) објекта NGC 7354 износи 12,2 а фотографска магнитуда 12,9. NGC 7354 је још познат и под ознакама PK 107+2.1, CS=15.0.